# 马尔基纳-赫门
马尔基纳-赫门（西班牙語：Marquina-Jemein）是西班牙巴斯克自治区比斯开省的一个市镇。总面积64平方公里，总人口4708人（2001年），人口密度74人/平方公里。